# Otto Trobäck
Otto Peter Trobäck (Frenninge (Sjöbo), 16 november 1872 – Stockholm,  31 augustus 1938) is een Zweeds componist, dirigent en muziekpedagoog.

## Levensloop
Trobäck, een zoon van Johan August Trobäck en zijn echtgenote Christina Strömbäck, werd op 16-jarige leeftijd als eerste trompettist lid van de militaire kapel van het Wendes artilleriregemente. In 1894 werd hij bevorderd als muziek-sergeant van de Västgöta-Dals regemente. Hij studeerde van 1894 tot 1899 aan de Kungliga Musikhögskolan in Stockholm onder andere bij Rikard Andersson. Zijn examen als kapelmeester deed hij in 1897. Aansluitend studeerde hij contrapunt en compositie bij Joseph Dente en bij professor Gernsheim in Berlijn en solozang bij Gillis Bratt aan de Hochschule für Musik.
In 1899 werd hij beroepen als dirigent van het Västmanlands regemente. In 1907 werd hij bevorderd tot muziekdirecteur van de Kungl. Göta Livgardes Musikkår. Met dit orkest deed hij talrijke concertreizen in het noorden van Zweden en na Kopenhagen. 
Verder was hij werkzaam als kapelmeester in Berns salonger van 1904 tot 1905 en in het Stockholms concertgebouw Fenixplatset van 1912-1918. Van 1919 tot 1925 was hij als begeleider van stomme films in het Stockholms bioscoop Palladium bezig. Een bepaalde tijd was hij ook dirigent van het harmonieorkest Stockholms Frivilliga Skarpskytteförenings Musikkår. Met dit orkest verzorgde hij ook de première van zijn mars Vikingabalk op 6 juni 1932. 
Vanaf 1919 was hij als docent ook verbonden aan de Musikaliska Akademien in Stockholm.

## Composities

### Werken voor harmonieorkest
- 1916 Kungl. Svea Livgardes paradmarsch, mars
- 1932 Vikingabalk - The Law for Vikings, mars
- Dragonen, mars
- Festmarsch (Stockholms Hantverksförening 50 år)
- Friska gossar
- Invigningsmarsch
- Marsch för fyra jägarhorn och trumma
- Marcia Carolus XII Svecorum Rex
- Nauckhoff, mars (opgedragen aan generaal-luitenant John Nauckhoff)
- Paradmarsch
- Sångarbröder
- Sorgmarsch vid H M Konung Oscar II
- Sorghymn vid Oskar II, concertouverture
- Sveamarsch
- Vivant Vestmannia

### Filmmuziek
- 1919 Jefthas dotter
- 1919 En ung mans väg ...
- 1920 Bodakungen
- 1921 Prins Wilhelms expedition till Central-Amerika
- 1923 Johan Ulfstjerna
- 1925 Karl XII
- 1925 Karl XII del II

### Pedagogische werken
- 1917 Klarinettskola (Methode voor klarinet)

- International Standard Name Identifier: 0000 0000 5250 7154
- LIBRIS: 281526
- Virtual International Authority File: 17205024